# Neil Abercrombie

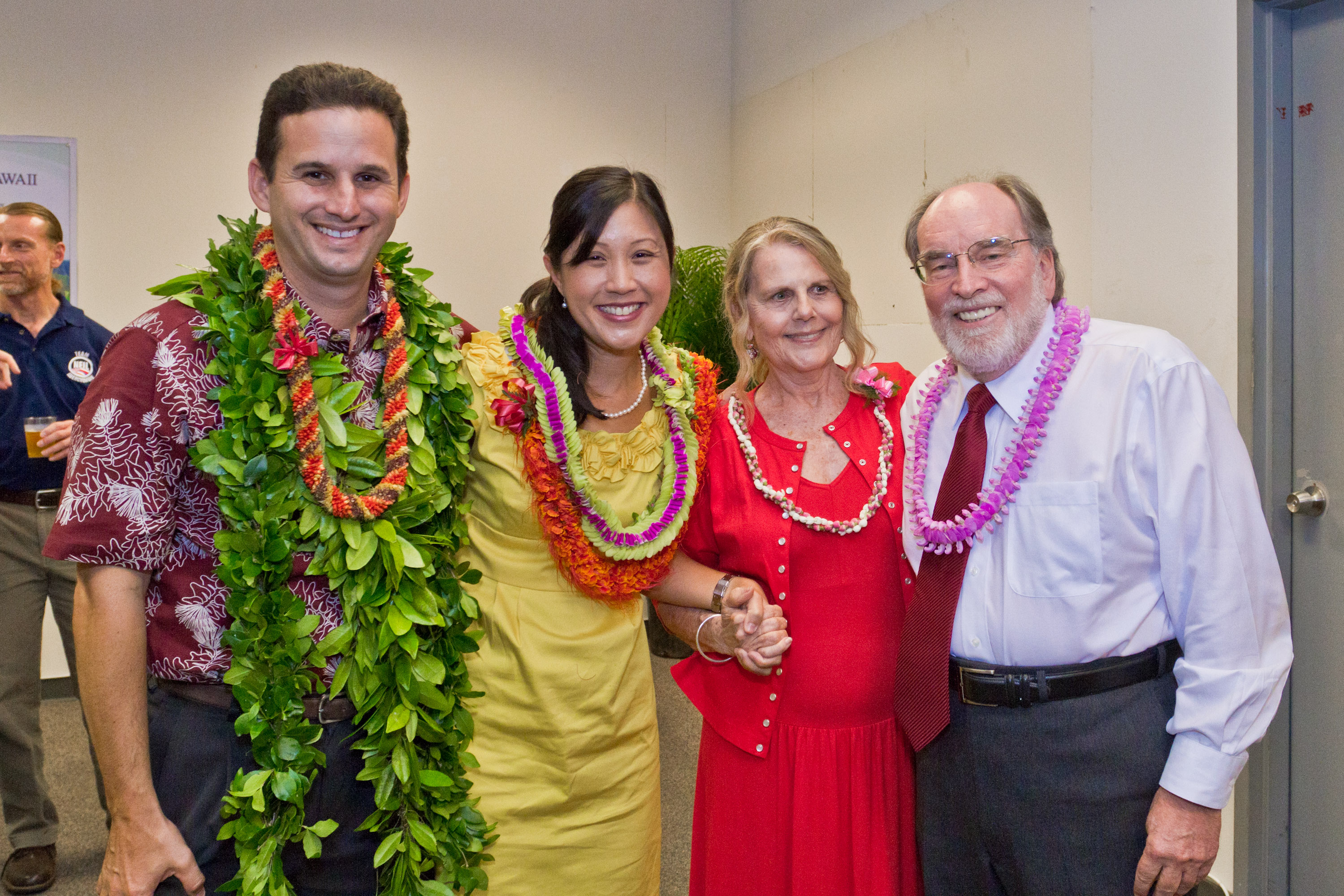
Gubernator Neil Abercrombie (po prawej) wraz z małżonką oraz jego zastępca Brian Schatz z żoną

Neil Abercrombie (ur. 26 czerwca 1938 w Buffalo) – amerykański polityk, członek Partii Demokratycznej. W latach 1986–1987 i ponownie 1991–2010 zasiadał w Izbie Reprezentantów USA. Od 6 grudnia 2010 do 1 grudnia 2014 pełnił urząd gubernatora stanu Hawaje. 

## Życiorys
Pochodzi ze stanu Nowy Jork, gdzie spędził dzieciństwo i uzyskał licencjat z socjologii na Union College w Nowym Jorku. W 1959 przybył na Hawaje, aby kontynuować edukację na University of Hawaiʻi at Mānoa, gdzie najpierw uzyskał magisterium z socjologii, a następnie doktorat z amerykanistyki. Jego kolegami z roku na hawajskiej uczelni byli m.in. Ann Dunham i Barack Obama Sr., którym w 1961 urodził się syn Barack Obama II – były prezydent USA. Po studiach Abercombie postanowił pozostać na Hawajach. 
Pierwszą próbę wejścia do polityki podjął w 1970 roku, kiedy to bez powodzenia ubiegał się o nominację Partii Demokratycznej w wyborach do Senatu USA. W 1975 został wybrany do Izby Reprezentantów Hawajów, izby niższej parlamentu stanowego, gdzie zasiadał przez cztery lata. Następnie uzyskał mandat w Senacie Hawajów, którego członkiem był od 1980 do 1986. 
W 1986 po raz pierwszy znalazł się w parlamencie federalnym, wygrywając wybory uzupełniające przeprowadzone po rezygnacji Cecila Heftela, który chciał skupić się na swojej (ostatecznie nieudanej) kampanii wyborczej na gubernatora Hawajów. Abercrombie dokończył jego kadencję w Izbie Reprezentantów, ale nie zdołał uzyskać reelekcji, odpadając z wyścigu już na etapie prawyborów Partii Demokratycznej. Zamiast tego został wybrany do rady miasta Honolulu, gdzie zasiadał od 1988 do 1990. W 1990 ponownie wystartował w wyborach do Izby Reprezentantów USA. Zdołał uzyskać mandat i sprawował go nieprzerwanie przez ponad 19 lat, od stycznia 1990 do lutego 2010, kiedy to zrezygnował z pracy w Waszyngtonie, aby móc poświęcić cały swój czas kampanii gubernatorskiej. 
We wrześniu 2010 uzyskał nominację Partii Demokratycznej na to stanowisko, pokonując w prawyborach byłego burmistrza Honolulu Mufiego Hannemanna. W listopadzie 2010 wygrał w wyborach z kandydatem Partii Republikańskiej Jamesem Aioną, dotychczasowym wicegubernatorem stanu. 6 grudnia 2010 został zaprzysiężony na siódmego w historii gubernatora Hawajów.

### Życie prywatne
Od 1981 Abercrombie jest żonaty z Nancie Caraway, znaną politolog i działaczką na rzecz praw kobiet. Nie mają dzieci. W wolnych chwilach gubernator uprawia amatorsko podnoszenie ciężarów.